# مارینکو گالیچ
مارینکو گالیچ (اسلوونیایی: Marinko Galič؛ زادهٔ ۲۲ آوریل ۱۹۷۰) یک بازیکن فوتبال بازنشسته اهل اسلوونی است.
وی همچنین در تیم ملی فوتبال اسلوونی بازی کرده و در جام جهانی فوتبال ۲۰۰۲ به میدان رفته است.